# Војни ординаријат у Републици Хрватској
Војни ординаријат у Републици Хрватској је установа Католичке цркве задужена за душебрижништво вјерника католика, припадника оружаних снага и полицијских служби Републике Хрватске.
Установио га је папа Јован Павле II, дана 25. априла 1997, према Уговору између Свете столице и Републике Хрватске о душебрижништву католичких вјерника, припадника оружаних снага и полицијских служби Републике Хрватске. Сједиште Војног ординаријата је у Загребу. Почео је дјеловати 18. августа 1997. За првог војног ординарија је именован монсињор Јурај Језеринац, дотадашњи титуларни бискуп струмички и помоћни загребачки бискуп. Војни ординариј или војни бискуп пуноправни је члан Хрватске бискупске конференције и у свему је канонски изједначен са дијецезанским бискупом.